# Seymour Duncan
Seymour Duncan é uma companhia fabricante de captadores para guitarra e atualmente possui também uma linha de pedais de efeito.A companhia foi fundada em 1978 pelo guitarrista e luthier Seymour W.Duncan e sua então esposa Cathy Carter Duncan em Goleta,na California,Estados Unidos.Começando por volta de 1983-84 os captadores Seymour Duncan foram primeiramente usados nas guitarras Kramer como equipamento padrão acompanhado de uma ponte equipada com Floyd Rose.

## Usuários Famosos
O primeiro modelo signature do captador foi o Seymour Duncan SH-12, modelo "Screamin' Demon", criado para George Lynch.Outro artista conhecido por usar os captadores Seymour Duncan foi o guitarrista Dimebag Darrell que também colaborou com o captador signature denominado Seymour Duncan SH-13 "Dimebucker", que também foi usado nas guitarras de tributo Abbott produzidas pela Washburn e pela Dean Guitars a qual Darrell nunca usou como sua própria guitarra. 
Os captadores Seymour Duncan também foram popularizados no Japão por muitas bandas conhecidas como Dir En Grey e The Gazzette.
Os captadores Seymour Duncan's Alnico II Pro (APH-1) também foram usados exclusivamente pelo guitarrista Slash, ex Guns N' Roses e Velvet Revolver
O captador mais vendido da Seymour Duncan é o Seymour Duncan SH-4 "JB Model" humbucker, que foi originado de um captador Seymour feito no começo dos anos 70 para seu herói Jeff Beck que tinha captadores PAF desativados de sua guitarra por um técnico de guitarras desonesto. Beck usava os captadores no lançamento do seu disco "Blow By Blow" em uma guitarra construída para ele por Seymour, chamada de "Tele-Gib," que apresentava captadores JB na posição da ponte e "JM" (Jazz Model) no braço. O captador JB nunca foi oficialmente um captador "signature" e Duncan não pode usar o nome Jeff Beck.
O guitarrista Adam Jones da banda Tool usou captadores Seymour Duncan numa variedade enorme de guitarras.
Billie Joe Armstrong do Green Day usa o modelo Seymour Duncan JB em sua guitarra Fernandes Stratocaster conhecida como "Blue".
Markus Hoppus do +44 e Blink 182 usa um Seymour Duncan Basslines Quarter Pound em seu baixo Precision signature.
Tom DeLonge do Blink 182 e Angels and Airwaves usou Seymour Dunca SH-8 "Invader" na sua Fender Stratocaster.
Dave Mustaine do Megadeth colaborou com Seymour Duncan para produzir a sua própria linha signature de captadores humbuckers ativos, conhecidos como "Dave Mustaine Livewires".
Randy Rhoads usou captadores Seymour Duncan Jazz e JB nas suas guitarras Jackson Custom (agora estilo Rhoads)
Dino Cazares do Divine Heresy e membro do Fear Factory trabalhou com Seymour Duncan para produzir a linha Blackouts de captadores ativos que têm se tornado bastante popular por seus diferentes timbres e diferentes tamanhos para preencher o som em guitarras de sete cordas
Linde Lazer do HIM usa uma Gibson SG branca com captadores Seymour Duncan Custom.
Synyster Gates do Avenged Sevenfold usa captadores  Seymour Duncan Custom Invader.
Slash do Guns N Roses usa captdores Alnico II Pro Humbuckers na maioria de suas Gibson Les Pauls.
Mick Thomson do grupo Slipknot usa captadores ativos Seymour Duncan Blackouts (sua própria série é chamada de AHB-3's) que é acionada em combinação com os captadoresEMG81/85.
Mikael Akerfeldt e Fredrik Akesson do Opeth mais comumente usam captadores Seymour Duncan Full Shred humbucker.

## Produtos
A empresa produz uma larga variedade de captadores tanto para baixo quanto para guitarra, ambos nas variando entre single coils e humbuckers. Recntemente estão trabalhando também com o mercado de unidade de efeitos.
Alguns exemplos de captadores incluem os SH-1 '59, Little '59, Hot Rails, SH-8 Invader, SH-2 Jazz, SH-4 JB, Alnico Pro 11,Blackout,SH-10,Full Shred,SH-6 Distortion e SH-1PG Pearly Gates.Entre os usuários mais conhecidos estão:
Slash,Eddie Van Halen,Jeff Beck,David Gilmour,Billie Joe Armstrong,Billy Gibbons,Scott Ian,Synyster Gates,Dave Mustaine,Mark Hoppus,Tom Delonge,Blues Saraceno,Michael Amott,George Lynch,Willie Adler,Tommy Kessler, Kiko Loureiro, Wayne Static, Zacky Vengeance, Mick Thomson, Mark Morton, Yngwie Malmsteen, Warren DeMartini, Dimebag Darrell, Dino Cazares, Michael Wilton, After The Burial, Gus G, Nuno Bettencourt, Monte Pittman e Corey Beaulieu.

## Designação dos captadores e bobinas

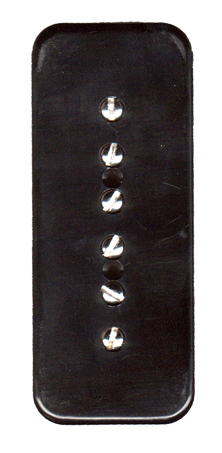
P90 Soapbar-3, produzido por Seymour Duncan

Numa custom shop e durante os anos 80 e 90 alguns empregados fizeram algumas bobinas especiais. O código do captador reflete isso com uma letra adicional do código do captador , o mais famoso sendo o J (por exemplo JBJ) que pertence a Marcella Juarez. Segue a lista fornecida pela Seymour Duncan:
- A Raul Araiza Single Coils
- B Leticia Bautista Single Coils
- C Catalina Padilla Rails
- D Debbie Nyquist Humbuckers
- E Edward Madrigal Humbuckers
- G Gloria Ocompo Humbuckers
- J Maricella Juarez-83' on HB-SC-STK-RAILS
- J Janice Salazar-till 83' Stacks
- L Lidia Daniel Humbuckers
- L Leticia Quintero-87'-90' Stacks & Rails
- M Martha Cameron HB-SC
- O Oti Mora Stacks & Rails
- P Lupe Perez-86' on Rails
- P Patty Vasquez-till 86' Stacks & Rails
- R Connie Rocha Single Coils
- V Joe Velez Single Coils
- X Mai Xiong Stacks

Seymour Duncan também produziu uma pequena linha de amplificadores para guitarra durante os anos 80 e 90.Apesar da vida curta devido a falta de reputação da companhia como produtora de amplificadores, eles são muito respeitados e procurados hoje em dia..
1. ↑  http://www.kurtsequipment.com/
2. ↑  http://www.tommykessler.com/#!gear/ The Official Gear Page of Tommy Kessler
3. ↑  «Cópia arquivada». Consultado em 15 de fevereiro de 2012. Arquivado do original em 9 de janeiro de 2010
4. ↑  http://www.diyguitarist.com/GuitarAmps/Convert.htm